# Варламов, Константин Александрович
Константи́н Алекса́ндрович Варла́мов (11 (23) мая 1848, Санкт-Петербург — 2 (15) августа 1915, Павловск) — русский актёр, заслуженный артист Императорских театров. Сын А. Е. Варламова.

## Биография

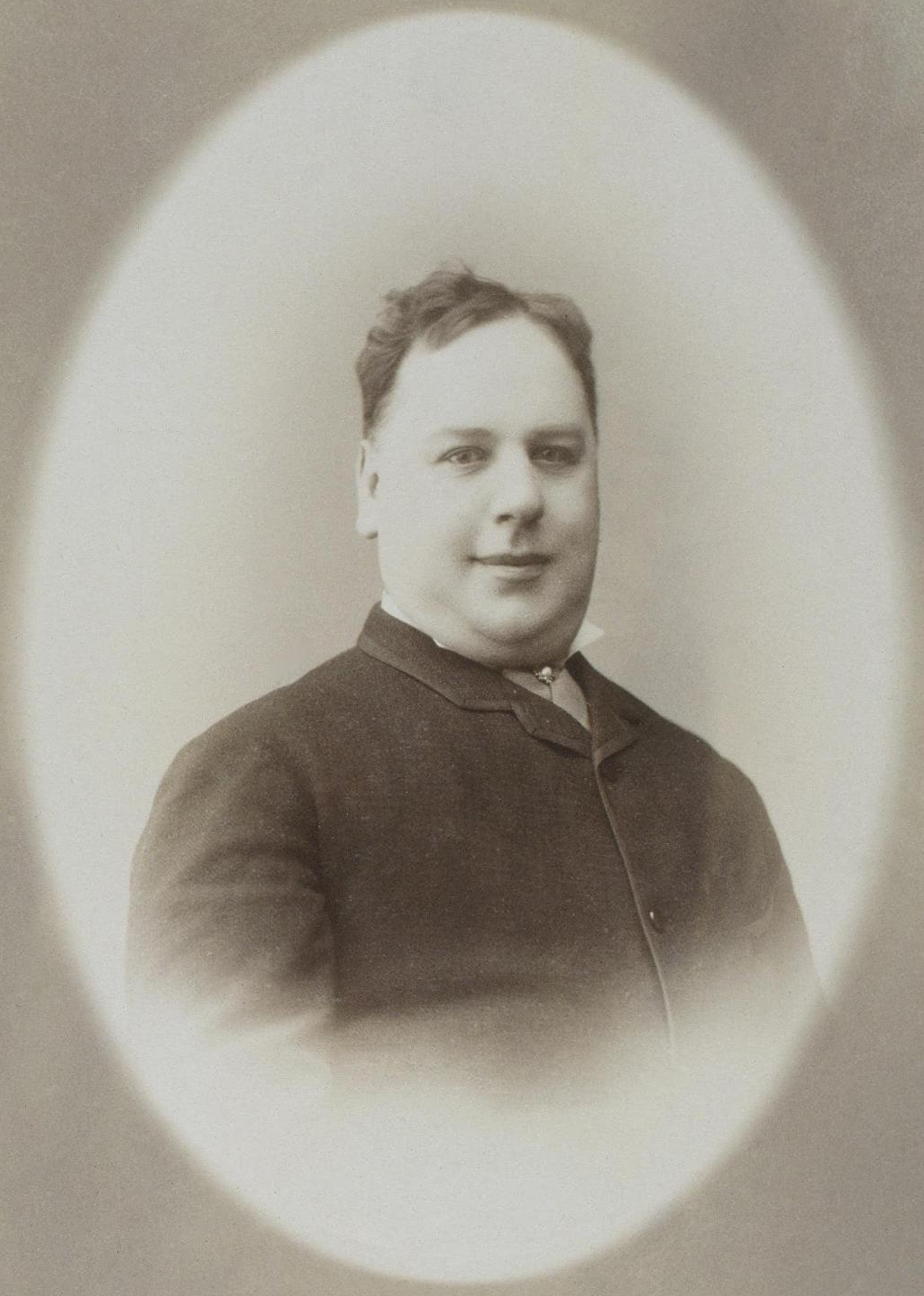
К. А. Варламов. 1870-е гг.

Константин Александрович Варламов родился 11 (23) мая 1848 года в семье композитора Александра Варламова, умершего в тот же год. После смерти отца семью ждала нищета: назначенная матери пенсия не превышала 18 рублей в месяц — так что Варламов не смог получить приличного образования, тем более актёрского.
В юности он стал участвовать в любительских спектаклях. В 1867 поступил в театр А. М. Читау-Огарёвой в Кронштадте. Она, а также актриса А. И. Шуберт, ученица М. С. Щепкина, оказали большое влияние на формирование таланта Варламова. В течение 8 лет Варламов работал в провинции (Вильно, Гельсингфорс, Саратов, Казань, Нижний Новгород и др.), выступал в драмах, комедиях, водевилях, опереттах в комическом амплуа простака. В 1874 году занял положение премьера в театре Ф. К. Смолькова в Нижнем Новгороде, одном из лучших провинциальных театров того времени.
В 1875 году благодаря А. А. Нильскому и Н. Ф. Сазонову он поступает в Александринский театр, став одним из ярких водевильных актёров труппы. Играл в спектаклях самых разных жанров, в том числе опереттах, балетах, дивертисментах. Для игры Варламова были характерны оптимизм, жизнерадостность, стихийный комизм, подчёркнутая театральность и одновременно достоверность. Критики называли его «царём русского смеха».
Варламов начинает как чисто комедийный актёр в традициях Я. Д. Шумского, А. Г. Ожогина, В. И. Живокини и др. В его игре смелая буффонада, злободневные выпады сочетались с психологически глубокой разработкой характеров, мастерством речевой характеристики образа, тонким лиризмом. Варламов был и настоящим мастером импровизации: он позволял себе во время спектакля беседовать со зрителями, придумывал свои шутки, («отсебятины»), исполнял куплеты собственного сочинения.
Критики обвиняли Варламова во «всеядности»: он соглашался на любые роли, в его репертуаре много классических русских пьес и пьес «лёгкого» жанра: оперетт, водевилей, фарсов. Всего на сцене Александринского театра Варламов сыграл более 1000 ролей, в том числе оперных и балетных партий.
В «Ежегоднике Императорских Театров» 1900 года перечислено 640 только главных его ролей. В числе лучших — Варравин («Дело» А. В. Сухово-Кобылина), Яичница («Женитьба» Н. В. Гоголя), Большов и Юсов («Свои люди — сочтёмся» и «Доходное место» А. Н. Островского), Сганарель («Дон-Жуан» Мольера в постановке Мейерхольда) и др.

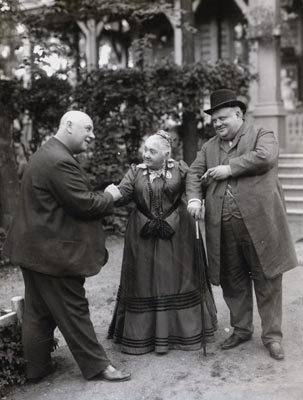
Фотография по поводу пятидесятилетия артистической деятельности В. В. Стрельской: К. А. Варламов, В. В. Стрельская, В. Н. Давыдов

Популярность Варламова была необыкновенно велика: зрители ценили его необыкновенный голос, богатство интонации, мимики. На спектаклях с его участием зал был полон.
«Псковский городской листок» о гастролях Варламова в Пскове в 1906 году:

«Публика принимала высокопоставленного артиста восторженно. Эти два вечера, которые он гостил у нас, превратились в сплошной триумф по его адресу. Чуть ли не каждый выход и уход сопровождались громом аплодисментов всего зала»

Об артисте рассказывали многочисленные байки и анекдоты. В Петербурге даже были выпущены папиросы «Дядя Костя» с его портретом. Театральная энциклопедия отмечала, что на весь Петербург славились так называемые «Варламовские капустники» — весёлые вечера с представлениями в доме актёра К. А. Варламова для друзей и знакомых.
В 1880-е годы К. А. Варламов тяжело заболел слоновой болезнью, утратив способность передвигаться. Однако до конца жизни он продолжал участвовать в театральных постановках, играя преимущественно сидя, и оставался любимцем публики.
Портрет Варламова был на коробках папирос «Дядя Костя». В 1914 году петербургские газеты писали, что Дядя Костя участвовал в благотворительных сборах табака для солдат. Писали, что он руками перегораживал Невский и призывал жертвовать.
Константин Варламов скончался в Павловске 2 (15) августа 1915 года и был похоронен на Новодевичьем кладбище. В 1916 году было сделано надгробие в виде гранитной неоклассической часовни (архитектор В. И. Дубенецкий, скульптор Б. О. Фредман-Клюзель).

## Адреса в Санкт-Петербурге - Петрограде

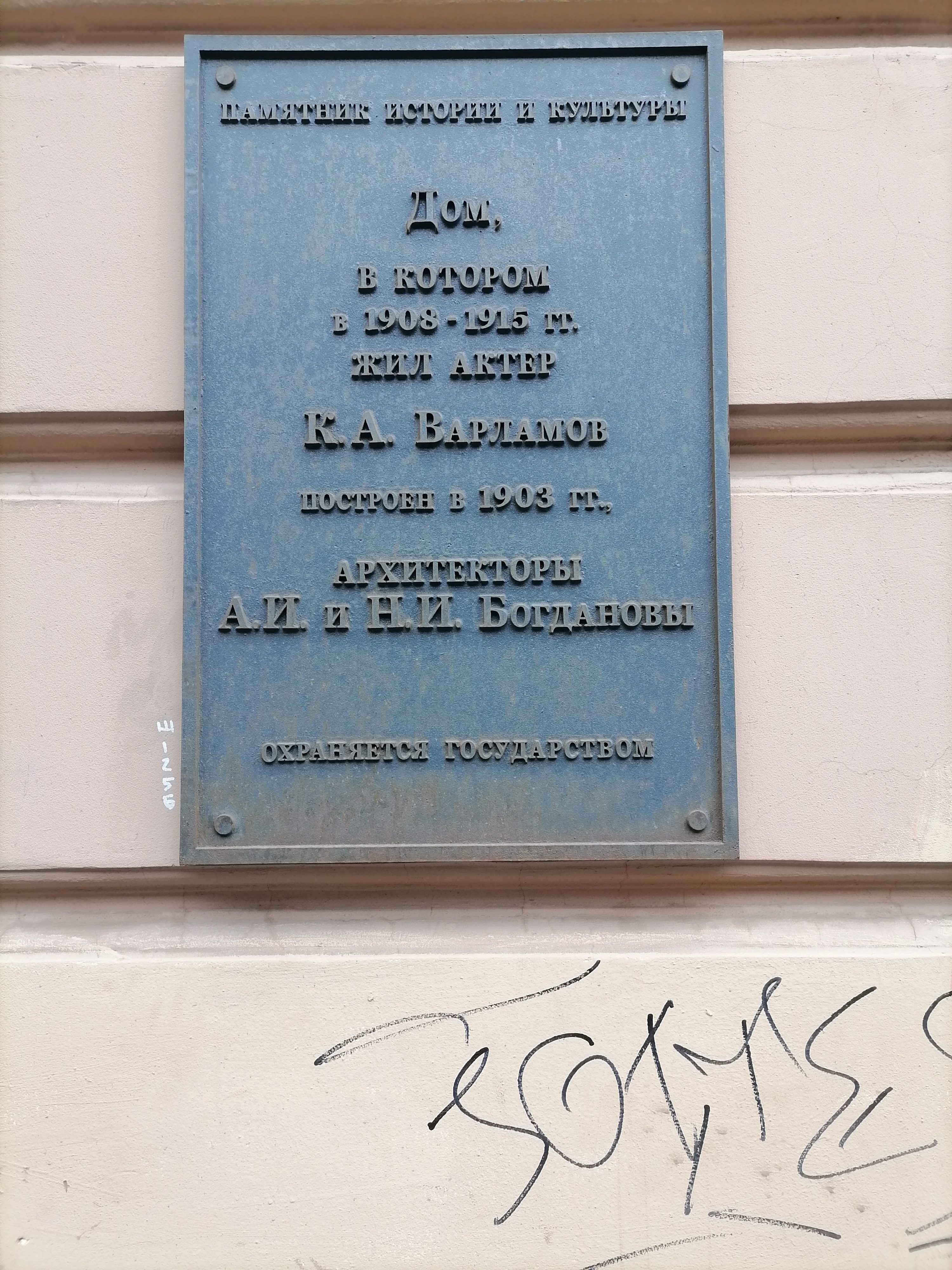

- 1880-е—1905 — Набережная реки Фонтанки, 82 — переулок Джамбула, 1;
- 1905—1908 — Загородный проспект, 21-23;
- 1908—1915 — Загородный проспект, 13 — улица Ломоносова, 13. На доме висит мемориальная доска.

## Роли в театре

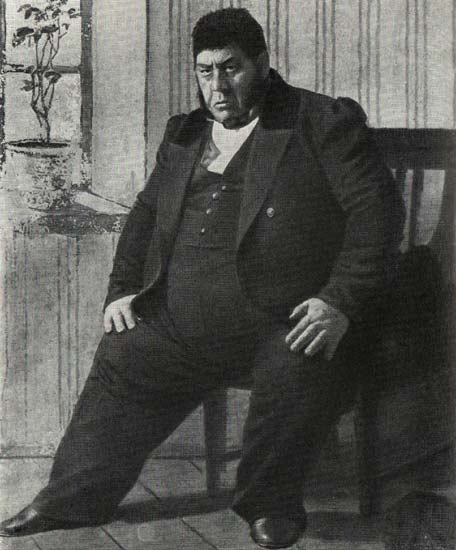
К. А. Варламов в роли Яичницы в спектакле «Женитьба» по пьесе Н. В. Гоголя. 1886 год

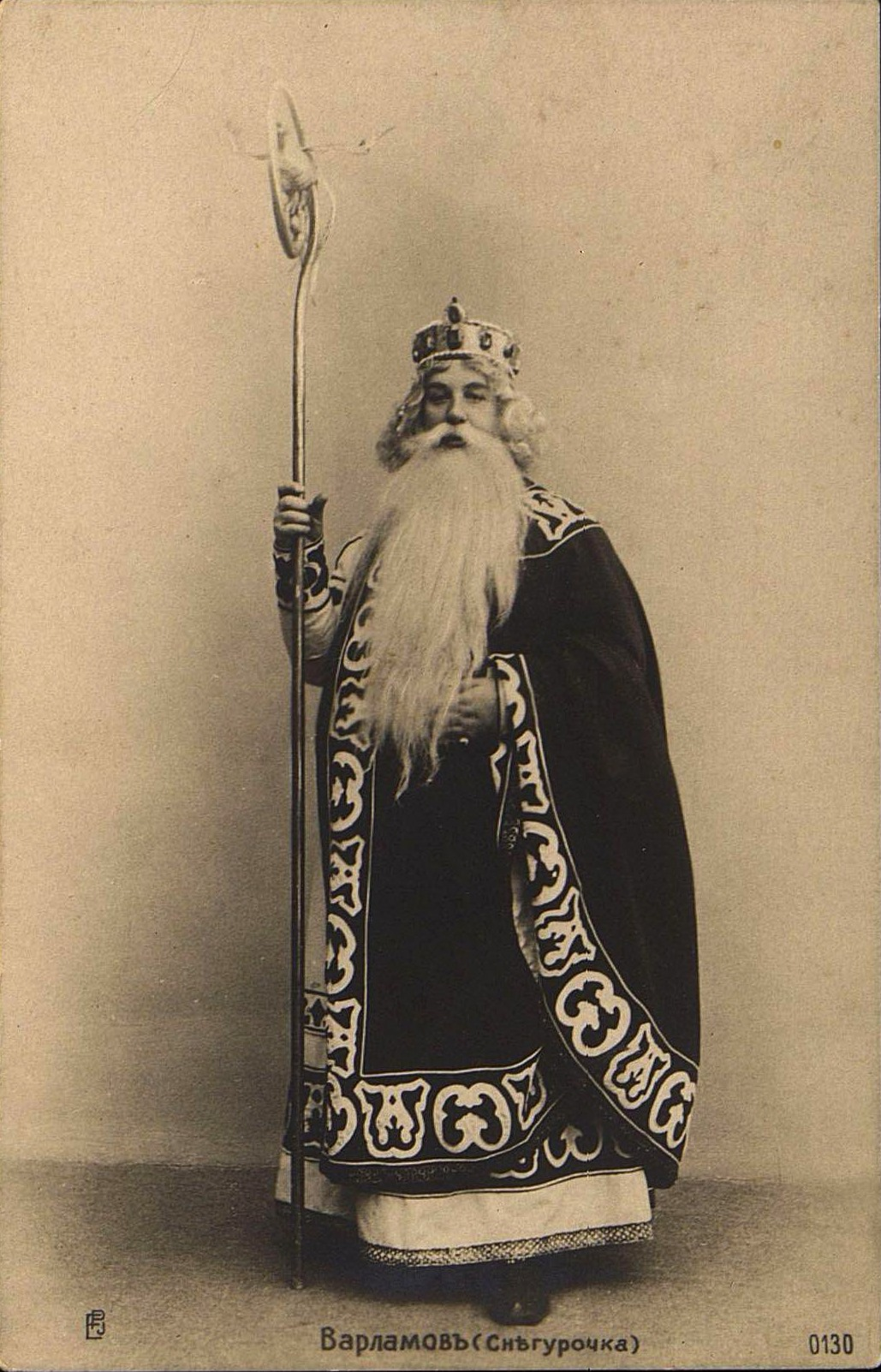
К.А. Варламов в роли Берендея в спектакле 'Снегурочка' Островского. Ок.1900г.

### Александринский театр
- 1875 — «Волки и овцы» А. Н. Островского — Чугунов
- 1875, 1881, 1887 — «Ревизор» Н. В. Гоголя — Ляпкин-Тяпкин и Осип; Земляника; Городничий
- 1876 — «Правда хорошо, а счастье лучше» А. Н. Островского — Грознов
- 1877 — «Прекрасная Елена» Ж. Оффенбаха — царь Менелай
- 1877, 1892, 1893 — «Мёртвые души» Н. В. Гоголя — Чичиков; генерал Бетрищев; Собакевич
- 1882 — «Дело» А. В. Сухово-Кобылина — Варравин
- 1884, 1886 — «Женитьба» Н. В. Гоголя — Кочкарев, Яичница
- 1889 — «Иванов» А. П. Чехова, режиссёр Ф. А. Фёдоров-Юровский — Лебедев
- 1891 — «Новое дело» В. И. Немировича-Данченко — Столбцев
- 1892 — «Доходное место» А. Н. Островского — Юсов
- 1896 — «Чайка» А. П. Чехова — Шамраев
- 1897 — «Венецианский купец» У. Шекспира — старик Гоббо
- 1901 — «На всякого мудреца довольно простоты» А. Н. Островского — Крутицкий
- 1902 — «Свадьба Кречинского» А. В. Сухово-Кобылина — Муромский
- 1902 — «Свадьба» А. П. Чехова — Ревунов-Караулов
- 1904 — «Не в свои сани не садись» А. Н. Островского — Русаков
- 1904 — «Горячее сердце» А. Н. Островского — Курослепов
- 1905 — «Не всё коту масленица» А. Н. Островского — Ахов
- 1910 — «Дон-Жуан» Мольера, режиссёр В. Э. Мейерхольд — Сганарель
- «Лес» А. Н. Островского — Карп
- «Свои люди — сочтёмся» А. Н. Островского — Большов
- 1900 — «Снегурочка» А. Н. Островского — царь Берендей
- «Много шуму из пустяков», водевиль А. А. Яблочкина — Клюков
- «Горе от ума» А. С. Грибоедова — Скалозуб и Горич
- «Месяц в деревне» И. С. Тургенева — Большинцов
- «Вишнёвый сад» А. П. Чехова — Симеонов-Пищик
- «Как поссорились Иван Иванович с Иваном Никифоровичем» Н. В. Гоголя — Городничий

## Признание и награды
- 1896 — Заслуженный артист Императорских театров